# Glatte Kurve

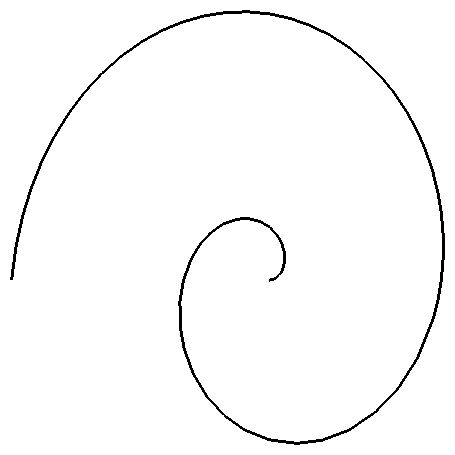
glatte Kurve

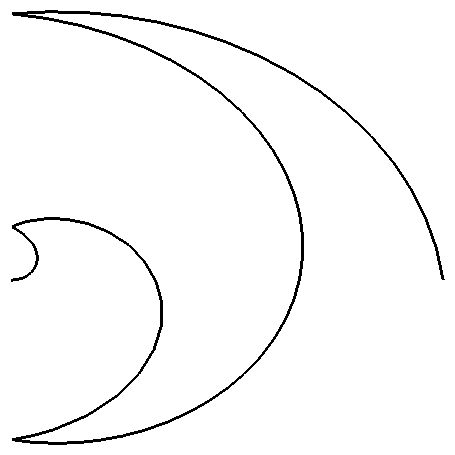
stückweise glatte Kurve

Eine glatte Kurve ist eine stetig differenzierbare parametrisierte Kurve (hier Weg) mit einer nicht verschwindenden Ableitung. Anschaulich bedeutet dies, dass der Weg beim Durchlaufen des Parameters an keiner Stelle anhält oder abrupt die Richtung wechselt.
Eine Kurve im Allgemeinen ist glatt, wenn mindestens ein glatter Weg die Kurve zum Bild hat.
Im Gegensatz zu diesen Definitionen muss eine glatte Abbildung unendlich oft differenzierbar sein.

## Formale Definition
Sei {\displaystyle K} eine parametrisierte Kurve bzw. ein Weg im {\displaystyle \mathbb {R} ^{n}} mit Parameterdarstellung {\displaystyle f:t\mapsto (f_{1}(t),\ldots ,f_{n}(t))}
- {\displaystyle K} heißt glatt, wenn {\displaystyle f_{i}} für {\displaystyle i=1,\ldots ,n} auf {\displaystyle [a,b]} stetig differenzierbar sind und {\displaystyle (f_{1}^{\prime }(t),\ldots ,f_{n}^{\prime }(t))\neq (0,\ldots ,0)} für alle {\displaystyle t\in [a,b]} gilt.
- {\displaystyle K} heißt stückweise glatt, wenn es eine Partition {\displaystyle P={t_{0},\ldots ,t_{m}}} von {\displaystyle [a,b]} gibt, so dass {\displaystyle K} auf jedem Intervall {\displaystyle [t_{k-1},t_{k}]} für {\displaystyle k=1,\ldots ,m} glatt ist.
- {\displaystyle K} heißt {\displaystyle C^{k}}-Kurve (bzw. {\displaystyle C^{\infty }}-Kurve), wenn die Parameterdarstellung {\displaystyle k}-mal (respektive beliebig oft) stetig differenzierbar ist.